# Calliphora bryani
Calliphora bryani este o specie de muște din genul Calliphora, familia Calliphoridae, descrisă de Hiromu Kurahashi în anul 1972. Conform Catalogue of Life specia Calliphora bryani nu are subspecii cunoscute.